# Arrel quadrada de 3
L'arrel quadrada de 3 és l'únic nombre positiu que multiplicat per si mateix dona 3. Es denota com {\displaystyle {\sqrt {3}}}. El seu valor numèric amb deu xifres decimals és:
{\displaystyle {\sqrt {3}}\approx 1,7320508075\dots }
L'arrel quadrada de 3 és un nombre irracional. També es coneix com la constant de Teodor, en honor del filòsof grec Teodor de Cirene.

## Geometria

L'arrel quadrada de tres és igual a la longitud entre dos costats paral·lels d'un hexàgon de costat la unitat.

Si es té un triangle equilàter de costat la unitat, i es traça una bisectriu qualsevol, s'obtenen dos triangles que tenen com a hipotenusa 1, i els catets de 1/2 i √3/2 respectivament. D'aquí es té que la tangent de l'angle de 60º (o π/3) sigui igual a l'arrel de 3.
Aquesta és també la distància entre els dos costats paral·lels d'un hexàgon regular de costat la unitat, com es mostra en el dibuix.
L'arrel de 3 també és igual a la diagonal interior d'un cub els costats del qual tinguin com a mesura la unitat. Això pot ser demostrat mitjançant el teorema de Pitàgores de la següent manera:
Com que els costats d'una de les bases del cub també formen triangles rectangles, llavors podem obtenir la mesura de la diagonal de la cara mitjançant el teorema de Pitàgores:
{\displaystyle 1^{2}+1^{2}=d^{2}\,\!};
{\displaystyle d={\sqrt {2}}}
Ara considerarem el triangle que té com a catets la diagonal de la cara i una aresta del cub. La hipotenusa d'aquest triangle rectangle serà la diagonal interna del cub. El seu valor també el podrem conèixer mitjançant el teorema de Pitàgores.
{\displaystyle 1^{2}+({\sqrt {2}})^{2}=x^{2}};
{\displaystyle x={\sqrt {3}}}
Quedant, doncs, demostrat que la diagonal interior d'un cub que té la unitat com a mesura de l'aresta, és igual a l'arrel quadrada de 3.

## Trigonometria
De manera natural sorgeix l'arrel quadrada de 3 en el sinus de l'angle de 60º; i complementàriament en el cosinus de 30º. També usant la circumferència goniomètrica apareix l'arrel quadrada de 3 en definir el sinus i el cosinus de 120º i 240º. A més, en el pla complex les arrels cúbiques complexes d'1 també comporten l'arrel de 3.

## Irracionalitat
La irracionalitat de l'arrel quadrada de 3 es pot demostrar mitjançant un argument semblant al que s'utilitza per demostrar la irracionalitat de l'arrel quadrada de dos. Es fonamenta en la reducció a l'absurd.
Es parteix de la hipòtesi que l'arrel de 3 és un nombre racional, i que per tant es compleix que:
{\displaystyle {\sqrt {3}}={\frac {p}{q}}\quad \rightarrow \quad 3={\frac {p^{2}}{q^{2}}}\quad \rightarrow \quad 3q^{2}=p^{2}}
essent p i q nombres primers entre ells. Llavors, si p² és múltiple de 3, també p ho ha de ser, per tant:
{\displaystyle p=3r\quad \rightarrow \quad 3q^{2}=9r^{2}\quad \rightarrow \quad q^{2}=3r^{2}}
i per tant, es té que també q és múltiple de 3, fet que contradiu la premissa principal segons la qual p i q eren primers entre ells.